# 斯凱德紹內特峰
71°50′S 12°1′E / 71.833°S 12.017°E
斯凱德紹內特峰（英語：Skeidshornet Peak）是南極洲的山峰，位於東部南極洲的毛德皇后地，屬於彼得曼山脈中皮克山脈的一部分，處於瓦利哈諾夫山西南面9公里，海拔高度2,725米，該山峰由德國的探險隊發現。